# Hackley Head
Hackley Head är en udde i Storbritannien.   Den ligger i kommunen Aberdeenshire och riksdelen Skottland, i den norra delen av landet, 700 km norr om huvudstaden London.
Terrängen inåt land är platt. Havet är nära Hackley Head åt sydost.  Närmaste större samhälle är Ellon, 8,1 km väster om Hackley Head. 